# Unidades geográficas censales de Canadá

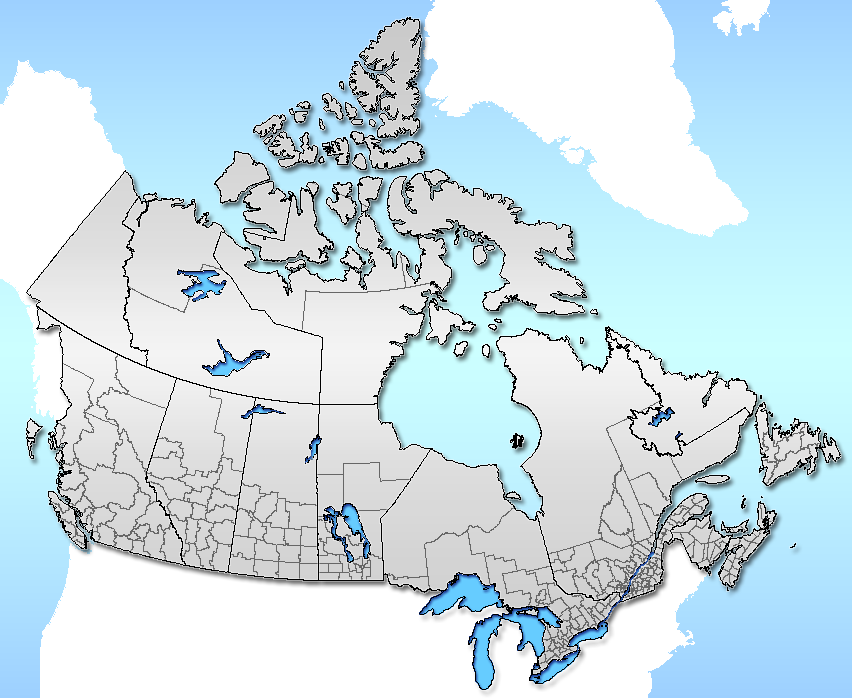
Divisiones censales por provincia y territorio

Las unidades geográficas del censo de Canadá (en inglés: census geographic units of Canada) son las subdivisiones censales definidas y utilizadas por la oficina de estadísticas del gobierno federal de Canadá Statistics Canada para realizar el censo quinquenal del país. Estas áreas existen únicamente para fines de análisis y presentación estadísticos; no tienen gobierno propio. Existen en cuatro niveles: las divisiones de nivel superior (o primer nivel) son las provincias y territorios de Canadá; estos se dividen en divisiones censales (census divisions) de segundo nivel, que a su vez se dividen en subdivisiones censales (census subdivisions) de tercer nivel (a menudo correspondientes a municipios) y áreas de difusión (dissemination areas) de cuarto nivel.
En algunas provincias, las divisiones del censo corresponden a las divisiones administrativas de segundo nivel de la provincia, como un condado u otra unidad similar de organización política. En las praderas canadienses, las divisiones del censo no corresponden a las divisiones administrativas de la provincia, sino que agrupan varias divisiones administrativas. En Terranova y Labrador, los límites se eligen arbitrariamente ya que no existe tal nivel de gobierno. Dos de los tres territorios de Canadá también están divididos en divisiones censales.

## Unidades geográficas especiales

### Áreas metropolitanas censales
Un área metropolitana censal (AMC) comprende un área urbana grande (el núcleo urbano) y toda su periferia, la cual está integrada a la ciudad principal. Para ser un AMC, el área debe registrar al menos 100 000 personas en su núcleo urbano en el censo anterior. A un AMC no se le puede despojar del estatus incluso si la población de su núcleo urbano disminuye a menos de 100 000.
Los AMC pueden abarcar varias divisiones censales y cruzar límites provinciales, como el caso del área metropolitana Ottawa-Gatineau en Ontario y Quebec, aunque este es el único caso actual donde un AMC cruza el límite provincial.